# Чулков, Алексей Петрович
Алексе́й Петро́вич Чулков (1908—1942) — заместитель командира эскадрильи по политической части 751-го авиационного полка дальнего действия 17-й авиационной дивизии дальнего действия, майор, Герой Советского Союза.

## Биография
Родился 30 апреля 1908 года в селе Юхмачи Российской империи (ныне — Алькеевского района Татарстана) в семье рабочего. Русский.
C 1925 года — житель посёлка Карабаново (ныне город) Владимирской области.
Член ВКП(б)/КПСС с 1931 года. Окончил рабфак и 1 курс Московского педагогического института. Работал в Москве.
Призван в Красную Армию в 1933 году, в 1934 году окончил Луганскую военно-авиационную школу. Свои первые боевые вылеты совершил в период советско-финской войны 1939—1940 годов, успешно участвовал в бомбардировках и штурмовках с воздуха укреплений линии Маннергейма. Боевое мастерство и умелая плодотворная политработа лётчика, старшего политрука Алексея Чулкова были высоко оценены командованием. Он был награждён орденом Красного Знамени, ему было присвоено воинское звание батальонного комиссара.
В боях Великой Отечественной войны с первых дней. К ноябрю 1942 года заместитель командира эскадрильи по политической части 751-го авиаполка майор Алексей Чулков совершил 114 боевых вылетов на бомбардировку военно-промышленных объектов в глубоком тылу противника и его войск на переднем крае.
7 ноября 1942 года при возвращении с боевого задания в районе города Орша его самолёт был подбит зенитным огнём и потерпел катастрофу в районе Калуги.
Похоронен в городе Калуге.

## Награды
- Указом Президиума Верховного Совета СССР «О присвоении звания Героя Советского Союза начальствующему составу авиации дальнего действия Красной Армии» от 31 декабря 1942 года за «образцовое выполнение боевых заданий командования на фронте борьбы с немецкими захватчиками и проявленными при этом отвагу и геройство» удостоен звания Героя Советского Союза[2].
- Награждён двумя орденами Ленина и двумя орденами Красного Знамени.

Из наградного листа:

Майор Чулков работает заместителем командира авиаэскадрильи по политической части. Летая на самолёте Ил-4 в составе ночного экипажа, где штурман капитан Чумаш, стрелок-радист старшина Козловский и воздушный стрелок старший сержант Дьяков.
В действующей армии находится с первых дней Отечественной войны. За этот период им произведено 114 боевых самолёто-вылетов, из них ночью 111 и все с отличным выполнением боевого задания Летал на бомбардировку военно-промышленных объектов и политических центров противника в глубоком тылу: Берлин — 2 раза, Будапешт — 1 раз, Данциг — 1 раз, Кёнигсберг — 1 раз, Варшава — 2 раза.
За отличное выполнение боевых заданий командования по разгрому германского фашизма награждён орденом Ленина и орденом Красного Знамени. После награждения произвёл 55 боевых вылетов. Работая военным комиссаром авиаэскадрильи, отлично зарекомендовал себя как воспитатель личного состава в духе преданности Родине и ненависти к врагу. Его эскадрилья за время боевых действий совершила 951 самолёто-вылет по врагу. Товарищ Чулков своим личным примером воодушевляет подчинённый личный состав на подвиги. Дисциплинирован, требовательный к себе и подчинённым. Среди личного состава пользуется заслуженным авторитетом. Делу партии Ленина и социалистической Родине предан.
За отличное выполнение боевых заданий командования по разгрому германского фашизма и проявленные при этом мужество и героизм майор Чулков достоин правительственной награды ордена Ленина.
Командир 751 АП ДД Герой Советского Союза

подполковник ТИХОНОВ 4 ноября 1942 года.
Заключение Военного Совета.
Достоин правительственной награды звания Героя Советского Союза.
Командующий авиацией Член Военного Совета

авиации дальнего действия

генерал авиации ГОЛОВАНОВ

дивизионный комиссар ГУРЬЯНОВ

30 ноября 1942 г.

## Память
- Имя Героя носит улица в городе Карабаново Владимирской области.
- В 2004 году вышла книга В. В. Решетникова «Что было — то было», где говорится о Чулкове.
- На доме в городе Карабаново, где жил А. П. Чулков, установлена мемориальная доска[3].
- Почётный гражданин Карабанова (18.7.2008)[3]